# Acalypta duryi
Acalypta duryi är en insektsart som beskrevs av Drake 1930. Acalypta duryi ingår i släktet Acalypta och familjen nätskinnbaggar. Inga underarter finns listade i Catalogue of Life.